# SWIG
簡單包裝介面產生器（英語：Simplified Wrapper and Interface Generator, SWIG）是一個开源软件工具，用來將C語言或C++寫的计算机程序或函式庫，連接脚本语言，例如Lua, Perl, PHP, Python, R, Ruby, Tcl, 和其它語言，例如C♯, Java, JavaScript, Go, D, OCaml, Octave, Scilab以及Scheme. 也可以輸出成XML格式。